# Edmund Borawski
Edmund Borawski (* 17. April 1946 in Świdry Podleśne) ist ein polnischer Manager und Politiker (PSL). Er gehörte von 2001 bis 2007 und 2011 bis 2015 dem Sejm in der IV., V. und VII. Wahlperiode an.

## Leben und Beruf
Borawski studierte an der damaligen Landwirtschaftlich-Technischen Akademie in Olsztyn Lebensmitteltechnologie mit dem Schwerpunkt Milchverarbeitung und schloss das Studium 1972 ab. Seit 1992 ist er Geschäftsführer der Genossenschaftsmolkerei Mlekpol in Grajewo. Vorher war er in der Geschäftsleitung der Molkereien in Sanok und Krosno. 

## Politik
Während seiner politischen Karriere war Borawski zunächst Mitglied der Blockpartei Zjednoczone Stronnictwo Ludowe (ZSL), die 1990 in der Polskie Stronnictwo Ludowe (PSL) aufging. Bei der polnischen Parlamentswahl im Jahr 2001 wurde er als Abgeordneter der PSL im Wahlkreis Białystok gewählt. Bei der folgenden Wahl im September 2005 wurde er wiedergewählt, im Jahr 2007 war er nicht erfolgreich. Auch bei der Europawahl 2009 verpasste er ein Mandat. Bei der Wahl im Jahr 2011 erhielt er erneut ein Sejmmandat. Bei der Europawahl 2014 bewarb er sich erneut vergeblich um ein Mandat. Bei der Parlamentswahl 2015 trat er nicht mehr an und schied aus dem Sejm aus.